# Sapho (Gounod)
Pour les articles homonymes, voir Sapho.
Versions successives
- 1851 : Création à Paris
- 1884 : Reprise à Paris

Personnages
Sapho, Glycère, Œnone, Phaon, Pythéas, Alcée, Pittacus, Cynégire, Cratés, Agathon, Grand-prêtre, un pâtre.
Sapho est un opéra en trois actes de Charles Gounod, sur un livret en français d’Émile Augier, créé à Paris à la salle Le Peletier le 16 avril 1851, basé sur la vie de la poétesse grecque de l’Antiquité, Sappho. Il a connu neuf représentations, dans sa production initiale, avant d’être repris sur le même théâtre, en quatre actes, cinq tableaux, le 21 mars 1884.

## Contexte

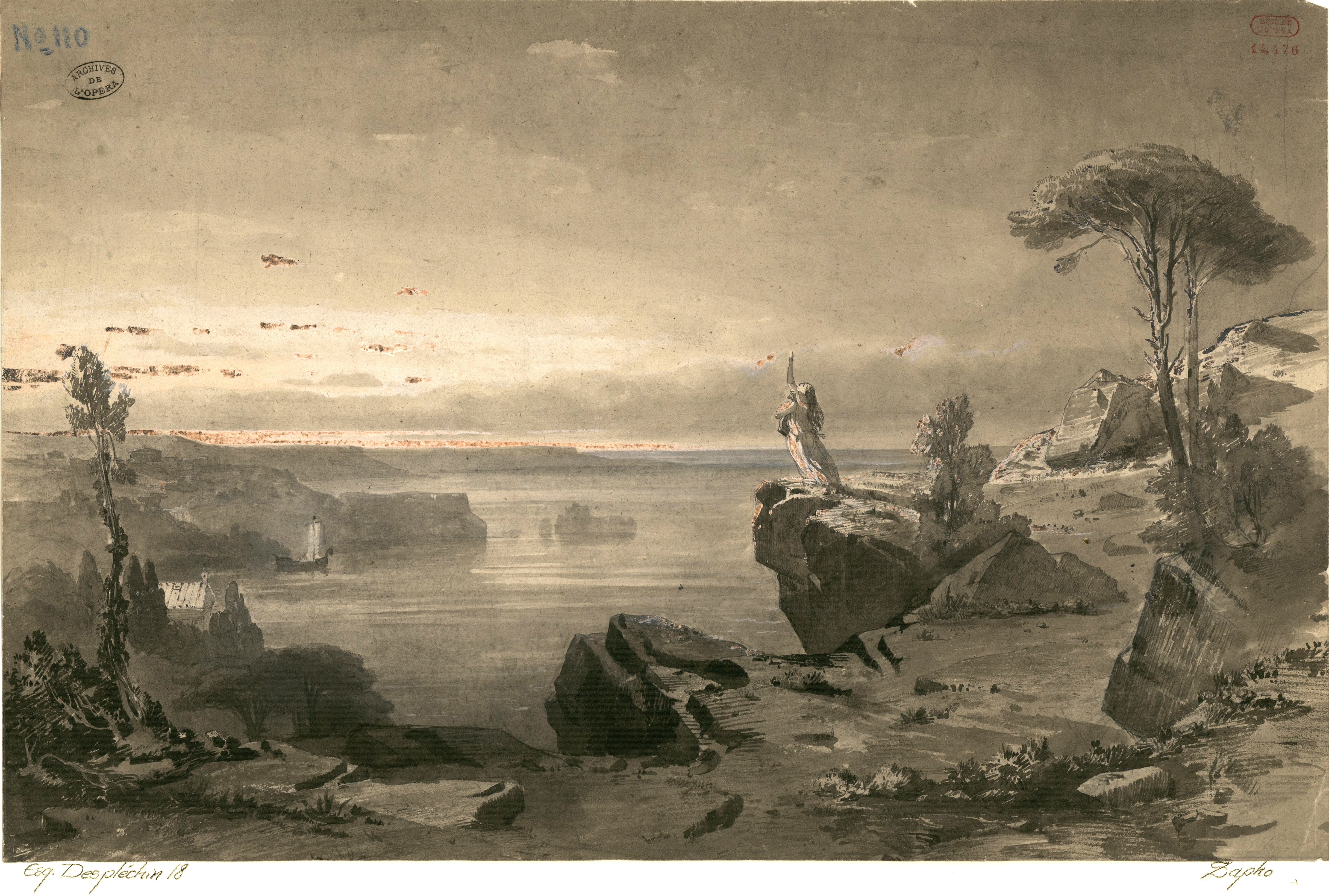
Esquisse de conception d’Édouard Desplechin pour la scène finale de la production originale de Sapho en 1851.

## Distribution
| Rôle                             | Tessiture     | Distribution lors de la première, le 16 avril 1851, (chef d’orchestre : Narcisse Girard) | Reprise, 2 avril 1884 (chef d’orchestre : Charles Gounod) |
| -------------------------------- | ------------- | ---------------------------------------------------------------------------------------- | --------------------------------------------------------- |
| Sapho                            | mezzo-soprano | Pauline Viardot                                                                          | Gabrielle Krauss                                          |
| Glycère                          | mezzo-soprano | Anne Poinsot                                                                             | Alphonsine Richard                                        |
| Œnone                            | mezzo-soprano |                                                                                          | Dumesnil                                                  |
| Phaon                            | ténor         | Louis Gueymard                                                                           | Étienne Dereims                                           |
| Pythéas                          | basse         | Hippolyte Brémond                                                                        | Pedro Gailhard                                            |
| Alcée                            | baryton       | Marié de L'Isle                                                                          | Léon Melchissédec                                         |
| Pittacus                         | basse         | Pol Plançon                                                                              | Pol Plançon                                               |
| Cynégire                         | basse         | Ferdinand Prévost                                                                        | Lambert                                                   |
| Cratés                           | ténor         |                                                                                          | Girard                                                    |
| Agathon                          | ténor         |                                                                                          | Sapin                                                     |
| Grand-prêtre                     | basse         | Alexis Prévost                                                                           | Palianti                                                  |
| Un pâtre                         | ténor         | Aimes                                                                                    | Piroia                                                    |
| Gens, jeunes gens, conspirateurs |               |                                                                                          |                                                           |

## Enregistrements
- Katherine Ciesinski, mezzo-soprano (Sapho) ; Éliane Lublin, soprano (Glycère) ; Alain Vanzo, ténor (Phaon) ; Frédéric Vassar, basse-baryton (Pythéas) ; Alain Meunier, baryton (Alcée) ; Chœur de Radio France et le Nouvel Orchestre philharmonique ; Sylvain Cambreling, chef d'orchestre. Harmonia Mundi[3].
- Michèle Command, soprano (Sapho); Sharon Coste, soprano (Glycère); Christian Papis, ténor (Phaon); Eric Faury, ténor (Alcée); Lionel Sarrazin, basse-baryton (Pythéas); Cheurs lyriques de Saint-Étienne et nouvel orchestre de Saint-Étienne; Patrick Fournillier, chef d'orchestre. Label Koch-Schwann[4].
- Acte 3 : air Où suis-je?...O ma lyre immortelle, Régine Crespin, Orchestre de la Suisse Romande, Alain Lombard. Decca[5]